# لینوکس توکار

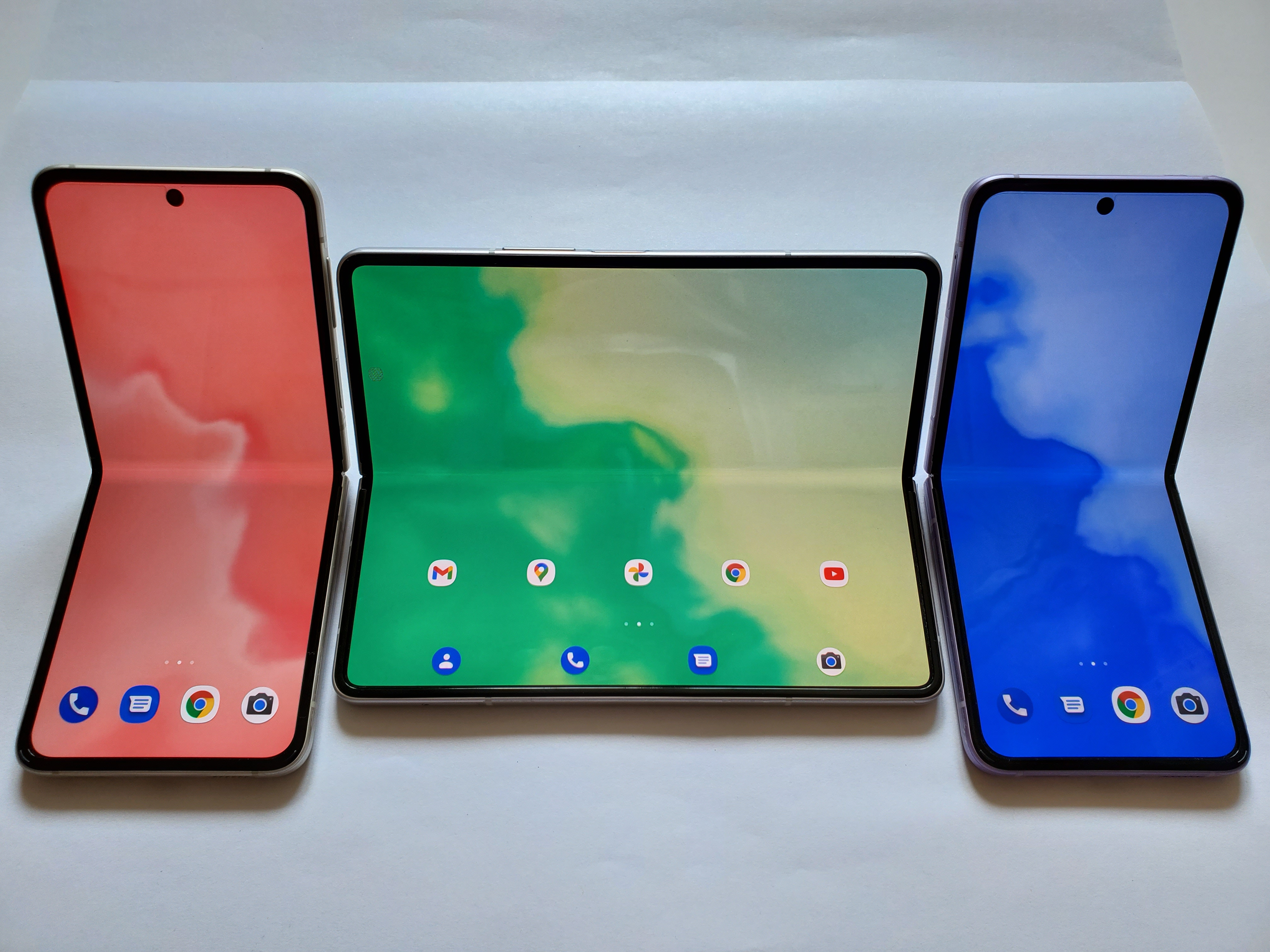
نمونه از رایانه‌های توکار

لینوکس توکار به استفاده از لینوکس در رایانه‌های توکار گفته می‌شود، مانند تلفن‌های همراه، پخش‌کننده‌های رسانه‌ای مانند پخش کننده‌های سی‌دی، دیوی‌دی، دستیار_دیجیتال_شخصی، رایانه‌های جیبی و دیگر ابزارهای الکترونیکی روزمره، ابزارهای شبکه، کنترل ماشین، خودکارسازی صنعتی، ابزارهای مسیریابی، و تجهیزات پزشکی. بر اساس برآورد شرکت توسعهٔ ونتور ۱۸٪ مهندسین ابزارهای توکار از گنو/لینوکس استفاده کرده‌اند.

## توسعه
لینوکس برای پردازنده‌های مختلفی آماده شده‌است همچون سی‌پی‌یوهای ARM, AVR32, Blackfin, ETRAX CRIS, FR-V, H8300, IP7000 M32R, m68k, MIPS, mn10300, PowerPC, SuperH, or Xtensa و از آن به عنوان یک جایگزین سیستم عامل‌های اختصاصی و انحصاری و زنجیرهٔ ابزار، استفاده شده‌است.

## فایده‌ها
فایدهٔ استفاده از لینوکس توکار بر سیستم عامل‌های توکار مالکیتی شامل این موارد می‌شود:
- نبود حق امتیاز یا پرداخت برای مجوز
- هستهٔ پایدار
- پشتیبانی‌ای که محدود به کارمندان یک شرکت خاص نرم‌افزاری نمی‌وشد
- امکان تغییر و باز نشر کد منبع

## خواندنی
- Weinberg, Bill (July 2008). Uniting Mobile Linux Application Platforms (PDF). LinuxPundit.com. p. 18. Archived from the original (PDF) on 16 February 2012. Retrieved 7 November 2010.